# دادگاه خانواده
دادگاه خانواده، دادگاهی است که قوه قضاییه برای رسیدگی به اختلافات مربوط به امور خانواده تعیین کرده‌ و به طور اختصاصی به دعوای خانوادگی رسیدگی می نماید. این دادگاه به موجب قانون حمایت از خانواده (۱۳۹۱) به عنوان یک دادگاه اختصاصی تشکیل گردید البته دادگاههای خانواده مراجع استثنایی و اختصاصی نیستند بلکه شعبی از دادگاههای عمومی به حساب می ایند و تا قبل از تصویب این قانون، شعبی از دادگاه عمومی حقوقی به طور تخصصی به دعاوی خانوادگی رسیدگی می نمودند.
طبق قانون حمایت خانواده، قوه قضاییه مکلف است در هر حوزه قضایی به تعداد کافی دادگاه خانواده تشکیل دهد. در تهران ۵ مجتمع قضایی  خانواده وجود دارد که عبارتند از: مجتمع قضایی خانواده (۱)، مجتمع قضایی خانواده (۲)، مجتمع قضایی شهید باهنر،  مجتمع قضایی شهید مفتح،  مجتمع قضایی شهید صدر ( ۲ شعبه ) .

## امور و دعاوی خانوادگی
به موجب ماده ۴ قانون حمایت خانواده مصوب ۹۱  رسیدگی به امور و دعاوی زیر در صلاحیت دادگاه خانواده است:
1. نامزدی و خسارت ناشی از برهم زدن آن
2. نکاح دایم، موقت و اذن در نکاح
3. شروط ضمن عقد نکاح
4. ازدواج مجدد
5. جهیزیه
6. مهریه
7. نفقه زوجه و اجرت المثل ایام زوجیت
8. تمکین و نشوز
9. طلاق، رجوع، فسخ و انفساخ نکاح، بذل مدت و انقضای آن
10. حضانت و ملاقات طفل
11. نسب
12. رشد، حجر و رفع آن
13. ولایت قهری، قیمومت، امور مربوط به ناظر و امین
14. نفقه اقارب
15. امور راجع به غایب مفقودالاثر
16. سرپرستی کودکان بی سرپرست
17. اهدای جنین
18. تغییر جنسیت

در صورتی که در حوزه قضایی دادگاه خانواده تشکیل نشده باشد یا به تعداد کافی نباشد، دادگاه های عمومی و حقوقی مستقر در آن حوزه یا شعب دادگاه عمومی فعلی ویژه رسیدگی به دعوای خانوادگی با ساختار موجود ولی با رعایت تشریفات این قانون، به دعاوی رسیدگی می نمایند. همچنین در حوزه قضایی بخش، چنانچه دادگاه خانواده تشکیل نشده باشد، دعاوی راجع به اصل نکاح و انحلال آن در هر صورت در دادگاه خانواده نزدیک ترین حوزه قضایی هر استان رسیدگی خواهد شد. ( ماده ۲ آیین نامه اجرایی قانون حمایت خانواده ( مصوب ۱۳۹۳/۱۱/۲۷)
در نهایت قانونگذار به منظور کاهش تراکم پرونده ها در دادگاه خانوده، به موجب قانون شورای حل اختلاف ( مصوب ۱۳۹۴/۰۹/۱۶ ) قسمتی از دعاوی مالی که از سال ۹۱ در صلاحیت دادگاه خانواده بود را از صلاحیت این دادگاه خارج و رسیدگی به آنها را در صلاحیت شورای حل اختلاف قرار داد: « ماده ۹- در موارد زیر قاضی شورا با مشورت اعضای شورا رسیدگی و مبادرت به صدور رای می نماید: ... بند ج - دعاوی خانوادگی راجع به جهیزیه، مهریه و نفقه تا نصاب مقرر در بند الف در صورتی که مشمول ماده ۲۹ قانون حمایت خانواده مصوب ۹۱ نباشد. » بنابراین دعاوی مربوط به جهزیه و مهریه و نفقه در صورتی که دارای هر دو شرط ذیل باشند، در صلاحیت شورای حل اختلاف است، در غیر این صورت دعوا همچنان در صلاحیت دادگاه خانواده است:
- در صورتی که دعوا حداکثر تا دویست میلیون ( ۲۰۰.۰۰۰.۰۰۰ ) ریال باشد ( بند الف ماده ۹ )
- در صورتی که دعوا مستقل از دعوای طلاق مطرح شده باشد ( ماده ۲۹ قانون حمایت خانواده )

## تشریفات رسیدگی در دادگاه خانواده
تشریفات رسیدگی در دادگاه خانواده تا حدودی با تشریفات رسیدگی در سایر دادگاه‌ها متفاوت است:

### سهولت در طرح دعوا یا درخواست
به موجب ماده ۸ این قانون، رسیدگی در دادگاه خانواده با تقدیم دادخواست و بدون رعایت سایر تشریفات آیین دادرسی مدنی انجام می شود.

### طرح دعوا توسط غیر ذی نفع و ذی سمت
به دلیل حساسیت دعاوی خانوادگی، قانونگذار در ماده ۶ این قانون از دو قاعده عمومی طرح دعوا ( ذی نفعی یا ذی سمتی ) عدول نموده و مقرر کرده است: « مادر یا هر شخصی که حضانت طفل یا نگهداری شخص محجور را به اقتضاء ضرورت بر عهده دارد، حق اقامه دعوی برای مطالبه نفقه طفل یا محجور را نیز دارد. در این صورت دادگاه باید در ابتدا ادعای ضرورت را بررسی کند. » 

### صلاحیت دادگاه محل سکونت زوجه
قانونگذار در ماده ۱۲ برای حمایت از زوجه و تسهیل در طرح دعوی، ضمن حفظ مقررات عمومی ( صلاحیت دادگاه محل اقامت خوانده ) به صورت استثنایی دادگاه محل سکونت زوجه را نیز صالح به رسیدگی اعلام داشته است. با این وجود در صورتی که خواسته دعوی مطالبه مهریه غیرمنقول باشد، زوجه فقط می تواند در دادگاه محل مال غیرمنقول، طرح دعوی نماید و نمی تواند از حق فوق استفاده نماید.

### صلاحیت دادگاه مقدم در رسیدگی
قانونگذار به منظور جلوگیری از طرح دعاوی متعدد در حوزه های قضایی مختلف و ایجاد زحمت برای طرفین، در ماده ۱۳ مقرر نموده است: « هرگاه زوجین دعاوی موضوع صلاحیت دادگاه خانواده را علیه یکدیگر در حوزه های قضایی متعدد مطرح کرده باشند، دادگاه که دادخواست مقدم به آن داده شده است، صلاحیت رسیدگی را دارد. چنانچه دو یا چند دادخواست در یک روز تسلیم شده باشد، دادگاهی که صلاحیت رسیدگی به دعوای زوجه را دارد، به کلیه دعوای رسیدگی می کند.

### معافیت از پرداخت هزینه ها
قانونگذار برای سهولت زوجین در احقاق حق، به موجب ماده ۵ این قانون مقرر نموده است که در صورت عدم تمکن مالی هریک از اصحاب دعوی، دادگاه می تواند پس از احراز مراتب و با توجه به اوضاع و احوال وی، وی را از پرداخت هزینه دادرسی، حق الزحمه کارشناسیُ حق الزحمه داوری و سایر هزینه ها معاف یا پرداخت آن را به زمان اجرای حکم موکول کند. 
همچنین بر اساس آیین نامه اجرایی قانون حمایت خانواده  احراز عدم تمکن مالی اصحاب دعوی موضوع ماده ۵ قانون، به تشخیص دادگاه است و نیاز به تشریفات دادرسی و حکم اعسار ندارد و در صورت نیاز، دادگاه در وقت فوق العاده تحقیقات لازم را انجام خواهد داد.

### انتخاب وکیل معاضدتی
به موجب قسمت اخیر ماده ۵، در صورت اقتضاء ضرورت قانونی یا وجود الزام قانونی دایر بر داشتن وکیل، دادگاه حسب مورد راساً یا به درخواست فرد متقاضی فاقد تمکن مالی، وکیل معاضدتی تعیین می کند.

### طریق ابلاغ
تشریفات ابلاغ در دادگاه خانواده تابع مقررات قانون آیین دادرسی مدنی است، لکن چنانچه طرفین دعوی طریق دیگری از قبیل پست، نمابر، پیام تلفنی و پست الکترونیکی را برای این منظور به دادگاه اعلام کنند، دادگاه می تواند ابلاغ را به آن طریق انجام دهد و در هر صورت، احراز صحت ابلاغ با دادگاه است. ( ماده ۹ )
همچنین در این دادگاه چنانچه خواهان، خوانده را مجهول المکان معرفی کند، باید آخرین اقامتگاه او را به دادگاه اعلام کند و دادگاه به طریق مقتضی در این باره تحقیق و تصمیم گیری می کند. ( تبصره ماده ۸ )

### مقام رسیدگی
به موجب ماده ۲ قانون حمایت خانواده، دادگاه خانواده با حضور رییس یا دادرس علی البدل و قاضی مشاور زن تشکیل می گردد. قاضی مشاور باید ظرف سه روز از ختم دادرسی، به طور مکتوب و مستدل در مورد موضوع دعوی اظهارنظر و مراتب را در پرونده درج کند. قاضی انشاء کننده رای باید در دادنامه به نظر قاضی مشاور اشاره و چنانچه با نظر وی مخالف باشد، با ذکر دلیل نظریه وی را رد کند.
همچنین به موجب ماده ۳ همان قانون، قضات دادگاه خانواده باید متاهل و دارای حداقل چهار سال سابقه خدمت قضایی باشند.

### تاخیر جلسه رسیدگی
به منظور حمایت از نهاد خانواده و حمایت از فرصت صلح و سازش میان زوجین، قانونگذار به موجب ماده ۱۰ به هرکدام از طرفین این فرصت را داده است تا بتوانند برای حداکثر دو  بار، جلسه دادرسی را به تاخیر بیندازند و موافقت دادگاه با این درخواست، منوط به اعلام رضایت طرف دیگر نیست.

### صدور دستور موقت بدون اخذ تامین
ماده ۷ این قانون که بیشترین امتیاز را به طرفین دعاوی خانوادگی اعطا نموده است، مقرر می دارد: « دادگاه می تواند پیش از اتخاذ تصمیم در مورد اصل دعوی، به درخواست یکی از طرفین در اموری از قبیل حضانت، نگهداری و ملاقات طفل و نفقه زن و محجور که تعیین تکلیف آنها فوریت دارد، بدون اخذ تامین دستور موقت صادر کند. این دستور بدون نیاز به تایید رییس حوزه قضایی قابل اجرا است. چنانچه دادگاه ظرف شش ماده راجع به اصل دعوی اتخاذ تصمیم نکند، دستور صادر شده ملغی محسوب و از آن رفع اثر می شود، مگر آنکه دادگاه مطابق این ماده دوباره دستور موقت صادر کند. » 

### صدور قرار تامین خواسته در هر مرحله از دادرسی
بر اساس مقرره ماده ۱۱، در دعاوی مالی موضوع این قانون، محکوم له پس از صدور حکم قطعی و تا پیش از شروع اجرای آن نیز می تواند از دادگاهی که حکم نخستین را صادر کرده است، تامین محکوم به را درخواست کند.